# 양민공 손소 및 정부인 류씨의 묘비, 석인상
양민공 손소 및 정부인 류씨의 묘비, 석인상(襄敏公 孫昭 및 貞夫人 柳氏의 墓碑, 石人像)는 대한민국 경상북도 포항시 남구 연일읍 달전리에 있는 백제의 양민공 손소 및 정부인 류씨의 묘비, 석인상이다. 2006년 10월 16일 경상북도의 유형문화재 제390호로 지정되었다.

## 개요
손소(1433~1484)는 처가를 따라 양동마을에 정착하여 세거하였고, 세조5년(1459)에 식년문과에 급제한 후 주부·병조좌랑을 역임했으며, 이시애의 난 때 종사관으로 출정하여 적개공신 2등에 책록되었다. 이후 안동부사·진주목사를 역임하였다.
묘비와 석인상의 건립연대가 오래되었을 뿐만 아니라 묘비의 찬자인 김종직, 서자(書者) 손중돈이 조선초기 사림파를 대표하는 인사들이라는 점에서 역사적 의미가 크다.

## 참고 자료
- 양민공 손소 및 정부인 류씨의 묘비, 석인상 - 국가유산청 국가유산포털